# Gare d'El Khroub
La gare d'El Khroub est une gare ferroviaire algérienne située sur le territoire de la commune d'El Khroub, dans la wilaya de Constantine.

## Situation ferroviaire
La gare est située à l'ouest de la ville d'El Khroub, sur la ligne d'Alger à Skikda où elle est précédée de la gare d'Ouled Rahmoune et suivie de celle de Oued Hamimime.

## Service des voyageurs

### Desserte
La gare d'El Khroub est desservie par :
- les trains grandes lignes de la liaison Alger - Annaba[1] ;
- les trains régionaux de la liaison Constantine - Biskra[2].